# وگنر (داکوتای جنوبی)
وگنر(به انگلیسی: Wagner) شهری در ایالت داکوتای جنوبی کشور ایالات متحده آمریکا است که جمعیت آن در سرشماری سال ۲۰۱۰ میلادی، ۱٬۵۶۶ نفر بوده‌است.